# Verwaltungsgemeinschaft Babenhausen
Die Verwaltungsgemeinschaft Babenhausen im schwäbischen Landkreis Unterallgäu besteht seit der Gemeindegebietsreform am 1. Mai 1978. Ihr gehören als Mitgliedsgemeinden an:
1. Babenhausen, Markt, 5622 Einwohner, 27,23 km²
2. Egg a.d.Günz, 1191 Einwohner, 20,71 km²
3. Kirchhaslach, 1284 Einwohner, 31,99 km²
4. Oberschönegg, 1012 Einwohner, 18,28 km²
5. Winterrieden, 947 Einwohner, 9,79 km²
6. Kettershausen, 1800 Einwohner, 26,69 km²

Sitz der Verwaltungsgemeinschaft ist Babenhausen.